# Марципанове порося

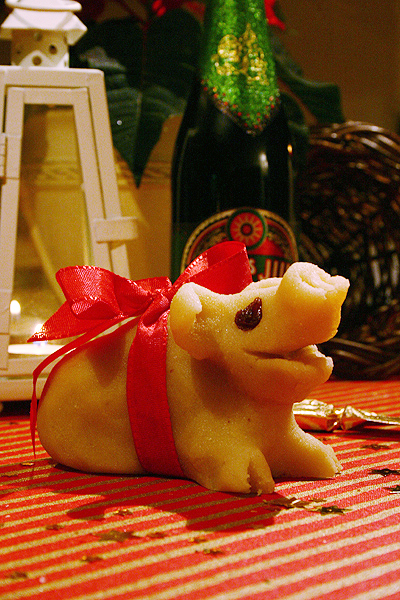
Домашнє марципанове порося, приклад типового «мигдалевого подарунка»

Марципанове порося — традиційний німецький, голландський, фламандський і скандинавський кондитерський виріб, що складається з марципану у формі свині.
Протягом липня в Норвегії та Швеції існує традиція їсти рисову кашу, відому як risgrøt (шведською — risgrynsgröt); де один мигдаль захований в каші. Той, хто знайде мигдаль, отримує в якості призу марципанове порося. Така ж традиція існує на Святвечір у Данії, але з рисаламанде.
У Німеччині марципанових свиней дарують на Новий рік на щастя (Glücksschwein).

## У масовій культурі
Марципанове порося (1986,ISBN 0-374-34859-6) — дитяча книга Рассела Гобана. Історія була знята як один із мюзиклів HBO Storybook. Він також був у списку програм, які транслювали телеканал ABC.
Посанкка — гібридна статуя марципанової свині та гумової качечки в Турку, Фінляндія, поблизу Університету Турку.